# Diocese de Saint Paul (Alberta)
A Diocese de Saint Paul em Alberta (Dioecesis Sancti Pauli in Alberta) é uma diocese localizada na província de Alberta, pertencente a Arquidiocese de Edmonton no Canadá. Foi fundada em 1948 pelo Papa Pio XII. Com uma população católica de 107.525 habitantes, sendo 42,1% da população total, possui 38 paróquias com dados de 2018.

## História
A Diocese de Saint Paul em Alberta foi criada em 17 de julho de 1948 pelo Papa Pio XII através da Arquidiocese de Edmonton. Em 1955 é ampliado a área territorial da diocese através de parte da Arquidiocese de Edmonton, e em 1979 recebe parte do território da Diocese de Mackenzie-Fort Smith.

## Lista de bispos
A seguir uma lista de bispos desde a criação da diocese em 1948.
|                          | Nome                       | Período      | Notas                                         |
| Bispos                   | Bispos                     | Bispos       | Bispos                                        |
| ------------------------ | -------------------------- | ------------ | --------------------------------------------- |
| 8º                       | Gary Anthony Franken       | 2022 - atual |                                               |
| 7º                       | Paul Terrio                | 2012 - 2022  |                                               |
| 6º                       | Joseph Luc-André Bouchard  | 2001 - 2012  | Nomeado Bispo de Trois-Rivières               |
| 5º                       | Thomas Christopher Collins | 1997 - 1999  | Nomeado Arcebispo-coadjutor de Edmonton       |
| 4º                       | Raymond Roy                | 1972 - 1997  |                                               |
| 3º                       | Édouard Gagnon, P.S.S.     | 1969 - 1972  |                                               |
| 2º                       | Philippe Lussier, C.Ss.R.  | 1952 - 1968  |                                               |
| 1º                       | Maurice Baudoux            | 1948 - 1952  | Nomeado Arcebispo-coadjutor de Saint-Boniface |
| administrador apostólico |                            |              |                                               |
|                          | Thomas Christopher Collins | 1999 - 2001  | Arcebispo-coadjutor de Edmonton               |